# Petunia integrifolia
La surfinia (Petunia integrifolia (Hook.) Schinz & Thell., 1915) è una pianta stagionale della famiglia delle Solanaceae.

## Descrizione

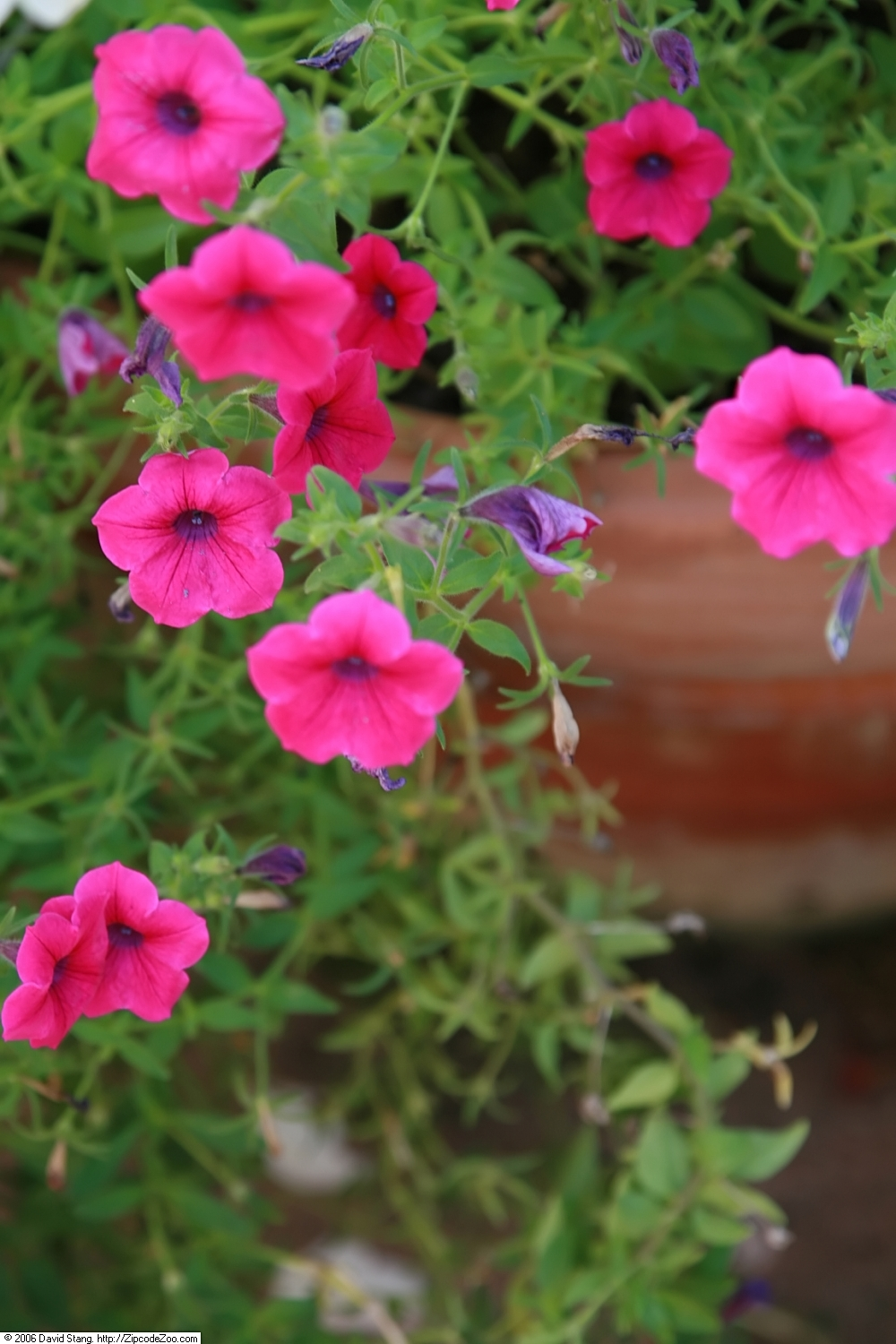
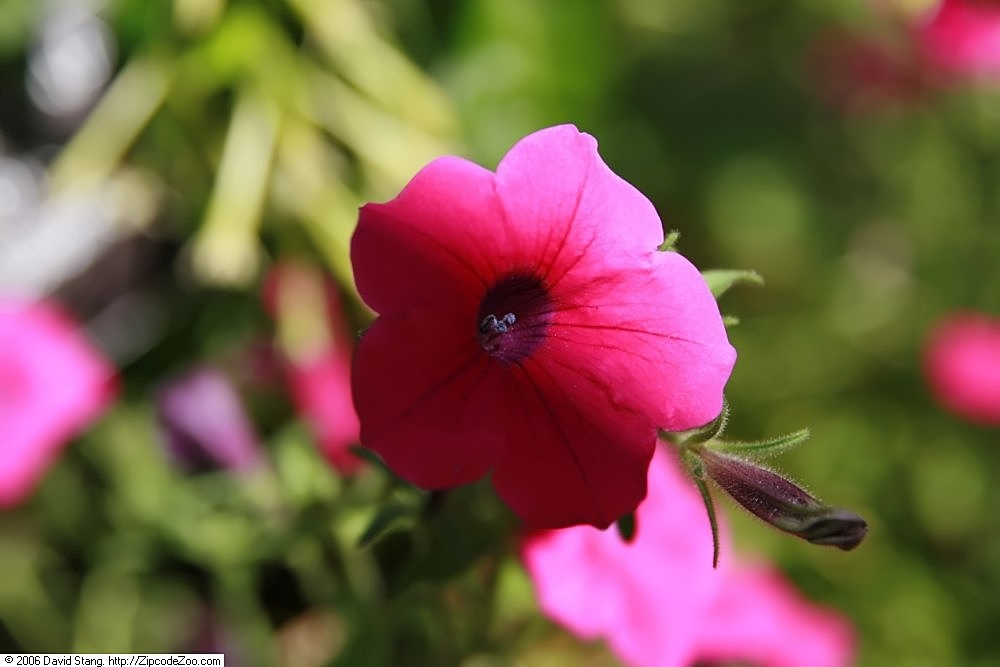

La pianta è alta fino a 60 cm che si ramifica dalla base e ha radici dritte e striscianti, spesso aeree. Le foglie sono ovate, appuntite, ristrette verso la base, pelose, lanceolate o spatolate e lunghe da 2 a 5 cm. Le infiorescenze sono lunghi fino a 30 cm su cui sono presenti brattee erbacee da 0,5 a 2 cm. Gli steli sono lunghi da 1 a 4 cm e si estendono fino al frutto. Il calice è diviso in prossimità della base in uno squilibrio dei lobi, che possono essere lunghi da 8 a 15 mm, in posizione verticale o sporgenti e ingranditi sul frutto. Il fiore è stretto e fortemente venato, l'esterno è ispido e peloso, l'interno è glabro ed è diviso in cinque lobi arrotondati, che sono pelosi. I cinque stami si presentano in tre dimensioni: due lunghe, due medie e una corta. Gli stami sono glabri. Le antere sono ellittiche e lunghe circa 3 mm. L'ovario è di forma allungata-conica e glabra. Lo stigma è glabro e piegato all'altezza del fiore. Il frutto è capsula di color paglierino di circa 10 mm di lunghezza, i semi sono fini, sferici e a forma di prisma di colore marrone scuro.

## Distribuzione e habitat
La specie è diffusa in Brasile meridionale, Paraguay, Uruguay e Argentina nord-orientale.